# 滇西挺进纵队案
滇西挺进纵队，或称滇西挺进队，简称滇挺，是中国云南文化大革命时期一个可能存在的组织。云南省官方认为系一起政治假案。

## 历史
中共云南省委建议国务院，为支援越南，组成工役制工程部队，在云南修建国防公路。山东、河南二省共征调17000人，组成5个团。其中，山东组成了第七、 第八2个团。工役制部队第八团（简称“工八团”）在昆明约有500人。
1968年1月19日，云南驻军某部的有关领导人向昆明军区党委作《关于昆明处理“炮兵团”派出“滇西挺进纵队”的问题》的报告，报告称：“昆明‘炮派’所属工役制工程八团一部，在走资派和少数坏人操纵下，组成所谓‘滇西挺进纵队’，于元月1、2日从昆明出发，全副武装，乘坐汽车，沿滇缅公路西进。仅仅十八天时间，西进四百五十多公里，攻占了祿丰、一平浪、楚雄、南华、祥云、下关等重要城镇，严重破坏了重要工业生产和交通运输，枪杀了省煤管局副总军事代表郭顺兴同志（当地‘炮派’个别坏人干的），抢夺了战略仓库枪炮数千件，弹药数十万发，冲击了国防通讯枢纽部和军事机关，打伤解放军干部战士，并向当地驻军多次发出‘通牒’。横冲直闯，到处抓人，打散了沿途八二三派和其他革命群众组织，打死群众多人，仅下关一地已发现尸体二百余具，并打死抢救受伤群众的战士和修华等二人，还通过搜山、清乡抓扣群众千余人并严刑拷打，有的甚至公开枪毙。”
1月27日，工八团在一平浪镇被围歼，打死工八团184人，当地炮派群众59人。100多名俘虏被关押，480人被抓，此后被押送原籍管制。
2月5日，鲁瑞林等赴北京汇报情况，谢富治听闻打死200多人后说：“中央没叫你们开枪，没有授予你们开枪权，为什么你们打死这么多人？”
此后，抓滇挺殃及云南全省。
1978年9月8日，中共云南省委、中共昆明军区党委联合发出《关于为“滇西挺进纵队”政治假案平反的通知》。

## 评论
- 中共云南省委党史研究室：“滇西挺进纵队”是林彪、“四人帮”及其在云南的代理人，为达到篡党夺权、反党乱国的目的，采取造谣诬蔑、栽赃陷害等阴谋手段和卑劣手法，蓄意制造、波及全省的政治假案，是云南在“文化大革命”中最典型的冤假错案之一。[1]
- 周孜仁：军区党委的报告所记时间确属错误。但这绝不影响下关“一·一六武斗”这个事实的存在。